# Hessenmühle (Aurachtal)
Hessenmühle ist ein Gemeindeteil der Gemeinde Aurachtal im Landkreis Erlangen-Höchstadt (Mittelfranken, Bayern). Hessenmühle liegt in der Gemarkung Falkendorf.

## Geografie
Die Einöde besteht aus drei Wohngebäuden und fünf Nebengebäuden. Sie liegt an der Mittleren Aurach. Im Süden grenzt der Tonwald an, südwestlich befindet sich der Zugberg. Ein Anliegerweg führt 100 Meter weiter nördlich zur Staatsstraße 2244 bei Falkendorf. An der Einöde verläuft der Fränkische Marienweg vorbei.

## Geschichte
Gegen Ende des 18. Jahrhunderts bestand Hessenmühle aus einem Anwesen. Das Hochgericht übte das brandenburg-bayreuthische Fraischvogteiamt Emskirchen-Hagenbüchach aus. Grundherr der Mühle war das brandenburg-bayreuthische Klosteramt Münchaurach. Sie wurde zu dieser Zeit als Schleifmühle genutzt.
Im Rahmen des Gemeindeedikts wurde Hessenmühle dem 1811 gebildeten Steuerdistrikt Münchaurach zugeordnet. Es gehörte der 1813 gegründeten Ruralgemeinde Falkendorf an.
Am 1. Januar 1972 wurde Falkendorf im Zuge der Gebietsreform in die neu gebildete Gemeinde Aurachtal eingegliedert.

### Baudenkmal
- Hessenmühle 1: Mühle

### Einwohnerentwicklung
| Jahr      | 001818 | 001861 | 001871 | 001885 | 001900 | 001925 | 001950 | 001961 | 001970 | 001987 |
| Einwohner | 11     | 7      | 10     | 8      | 10     | 9      | 15     | 7      | 9      | 8      |
| Häuser    | 1      |        |        | 2      | 2      | 2      | 2      | 2      |        | 3      |
| Quelle    | [ 8 ]  | [ 9 ]  | [ 10 ] | [ 11 ] | [ 12 ] | [ 13 ] | [ 14 ] | [ 15 ] | [ 16 ] | [ 17 ] |

## Religion
Der Ort ist evangelisch-lutherisch geprägt und nach St. Peter und Paul (Münchaurach) gepfarrt. Die Einwohner römisch-katholischer Konfession sind nach St. Georg (Höchstadt an der Aisch) gepfarrt.